# Resolució 1507 del Consell de Seguretat de les Nacions Unides
La Resolució 1507 del Consell de Seguretat de les Nacions Unides fou adoptada per unanimitat el 12 de setembre de 2003. Després de reafirmar totes les resolucions sobre la situació entre Eritrea i Etiòpia, especialment la Resolució 1466 (2003), el Consell va ampliar el mandat de la Missió de les Nacions Unides a Etiòpia i a Eritrea (UNMEE) fins al 15 de març de 2004.
La resolució va ser adoptada després que el secretari general Kofi Annan va informar que tant Etiòpia com Eritrea no havien iniciat un diàleg polític, donant lloc a una "pau freda". Tots dos països havien acordat reconèixer la nova demarcació fronterera encara que no s'hagués implementat.

## Resolució

### Observacions
El Consell de Seguretat va reafirmar el seu suport al procés de pau entre els dos països i el paper que juga la UNMEE per facilitar la implementació de l'acord d'Alger i la decisió de la Comissió Fronterera sobre la frontera recíproca. El procés de pau va entrar en una etapa crucial i el Consell va expressar la seva preocupació pels retards en el procés de demarcació, en particular els costos d'operar la MINUEE. Hi va haver preocupació per la contínua crisi humanitària a tots dos països i les implicacions en el procés de pau. Va exigir que tant Etiòpia com Eritrea permetessin a la UNMEE completa llibertat de moviment i va demanar la fi de les incursions a la Zona de Seguretat Temporal (TSZ).

### Actes
La resolució va ampliar el mandat de la UNMEE a l'actual nivell de tropes de 4.200 d'acord amb la Resolució 1320 (2000). Demana que la demarcació de la frontera comenci tal com està programada per la Comissió de Fronteres. Es va instar a ambdues parts a complir els seus compromisos en virtut de l'acord d'Alger i cooperar amb la Comissió de Fronteres per complir el seu mandat. També es va demanar a les parts que cooperessin amb la UNMEE, protegissin al personal de les Nacions Unides i establissin un corredor aeri entre les capitals d'Addis Abeba i Asmara per facilitar el treball de l'operació i reduir costos addicionals.
El Consell va reafirmar la importància del diàleg entre ambdós països i la normalització de les seves relacions diplomàtiques, mentre que el progrés seria controlat. Va donar la benvinguda a les contribucions cap al procés de demarcació i va demanar més ajuda de la comunitat internacional.